# Смит, Курт
Курт Смит (англ. Curt Smith; 24 июня 1961 г., Бат, Англия) — английский музыкант. Наиболее известен как один из основателей и участников группы Tears for Fears.

## Биография
Курт Смит вырос в английском городе Бат. Учился в школе Beechen Cliff School.
Смит был женат дважды. Его первой женой была Линн Альтман, они поженились в 1982 году. Сразу же после развода в 1988 году Курт начал встречаться со своим руководителем службы маркетинга Лаурой Фрэнсис Пеннингтон. Они поженились в 1996 году и в настоящее время проживают в Лос-Анджелесе. У Курта и Лауры две дочери, Дива (родилась в 1999 году) и Уайлдер (родилась в 2001 году). В 2007 году Смит стал гражданином США. Курт Смит является давним поклонником футбола и поддерживает «Манчестер Юнайтед» и «Лос-Анджелес Гэлакси».

## «Graduate»
В подростковом возрасте Курт Смит вместе со своим другом Роландом Орзабалом и ещё тремя участниками основали группу «Graduate» («Выпускник»). Для участия в группе Смит самостоятельно научился играть на бас-гитаре. В 1980 году «Graduate» выпустили свой единственный альбом, который не принёс им большой популярности в Европе.

## «Tears for Fears»
В 1981 году Курт Смит и Роланд Орзабал основали группу Tears for Fears.
Свой первый альбом, «The Hurting», коллектив выпустил в марте 1983 года, и он достиг платинового статуса в чартах Великобритании и золотого в чартах США.
Их альбом 1985 года «Songs from the Big Chair» был ещё более успешным, став золотым в Германии и платиновым в Великобритании и США.
Дуэт провёл следующие несколько лет над записью своего нового альбома 1989 года «The Seeds of Love», который стал ещё одним международным бестселлером и получил золотой статус в чартах Германии и Швейцарии и платиновый в Великобритании и США.
В 1991 году Смит решил уйти из группы из-за конфликтов с Роландом и переехал в Нью-Йорк, где занялся сольным творчеством. А Роланд Орзабал тем временем продолжил участие в Tears for Fears без него и выпустил ещё два альбома группы.
В 2000 году Смит и Орзабал вновь объединились и приступили к записи нового альбома Tears for Fears — «Everybody Loves a Happy Ending» (Все любят счастливый конец), который был выпущен в 2004 году, однако уже не смог достигнуть предыдущего успеха.
Песни группы нередко использовались в качестве саундтреков к различным фильмам, среди которых были «Донни Дарко», «Клик: С пультом по жизни» и другие кинокартины.
Одни из популярных песен стали "Everybody Wants to Rule the World" и "Shout"

## Сольное творчество
Альбомы:
- 1993 — «Soul On Board»
- 1999 — «Aeroplane»
- 2008 — «Halfway, Pleased»
- 2013 — «Deceptively Heavy»

Синглы:
- 1993 — «Calling Out»
- 1994 — «Words»

## Фильмография
Актёр:

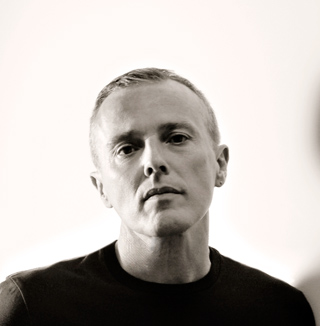
Курт Смит в 2008 году

- 1993 — «Смертельная связь» — портье
- 2001 — «The Private Public» — профессор Ник Повелл
- 2007 — «Slow Motion Addict» — босс

В роли самого себя:
- «Вершина популярности»
- «В прямом эфире с Риджесом и Кэти Ли»
- 1990 — «Церемония вручения премии MTV Video Music Awards»
- «Все говорят»
- 2000 — «Завтракать»
- «Джимми Киммел в прямом эфире»
- «Самое позднее шоу с Крэйгом Фергюсоном»
- 2010 — «Ясновидец»
- «Чат-шоу Кевина Поллака»
- 2012 — «Пиф-паф»
- 2014 — «Ясновидец»[4]

Композитор:
- 2013 — «Глава денатурата»
- 2015 — «Соус»